# Ján Želibský
Ján Želibský (Jablonové, 24 novembre 1907 – Bratislava, 13 novembre 1997) è stato un pittore slovacco.

## Biografia
Iniziò a studiare sotto la guida di Gustáv Mallý a Bratislava, poi alla Scuola artistico-industriale di Praga con Arnošt Hofbauer e all'accademia con Willi Nowak. Durante il suo soggiorno a Praga, fu membro della Conferenza artistica (Umělecká beseda), a partire dal 1945 fu membro del Gruppo 29 agosto. Dal 1946 al 1952 insegnò all'Accademia di Praga, di cui fu anche prodecano; qui ebbe fra i suoi allievi Mária Medvecká. Successivamente si trasferì a Bratislava, dove continuò la professione di insegnante e dal 1952 al 1955 fu rettore dell'Alta scuola di arti figurative di Bratislava.
Nella sua produzione si iscrive nel solco della giovane generazione di artisti degli anni 1930, la cosiddetta generazione del 1909. Si dedica soprattutto ai motivi della vita sociale urbana e poi della lotta antifascista. Nel periodo slovacco dipinge scene di vita del popolo slovacco.
Nel 1969 lo Stato gli conferì il titolo di artista nazionale.